# Morgan Bergren
Morgan Michelle Bergren, coniugata Buddingh, (Muncie, 23 dicembre 1993), è un'ex pallavolista statunitense, nel ruolo di palleggiatrice.

## Carriera

### Club
La carriera di Morgan Bergren inizia nei tornei scolastici dell'Indiana, prima di giocare a livello universitario in NCAA Division I: fa parte della Kentucky dal 2012 al 2015. Firma il suo primo contratto professionistico a metà della stagione 2016-17, quando approda nell'Elitserien svedese con lo Svedala, mentre nella stagione seguente emigra nella Lega Nazionale A svizzera, ingaggiata dal Neuchâtel.
Nel campionato 2018-19 emigra in Germania, dove partecipa alla 1. Bundesliga con il Wiesbaden, prima di approdare nel campionato seguente al Logroño, nella Superliga Femenina de Voleibol, conquistando la Supercoppa spagnola e la Coppa della Regina; si ritira dall'attività agonistica al termine dell'annata.

## Palmarès

### Club
- Supercoppa spagnola: 1

2019
- Coppa della Regina: 1

2019-20

### Premi individuali
- 2014 - All-America Second Team